# Fuorcha

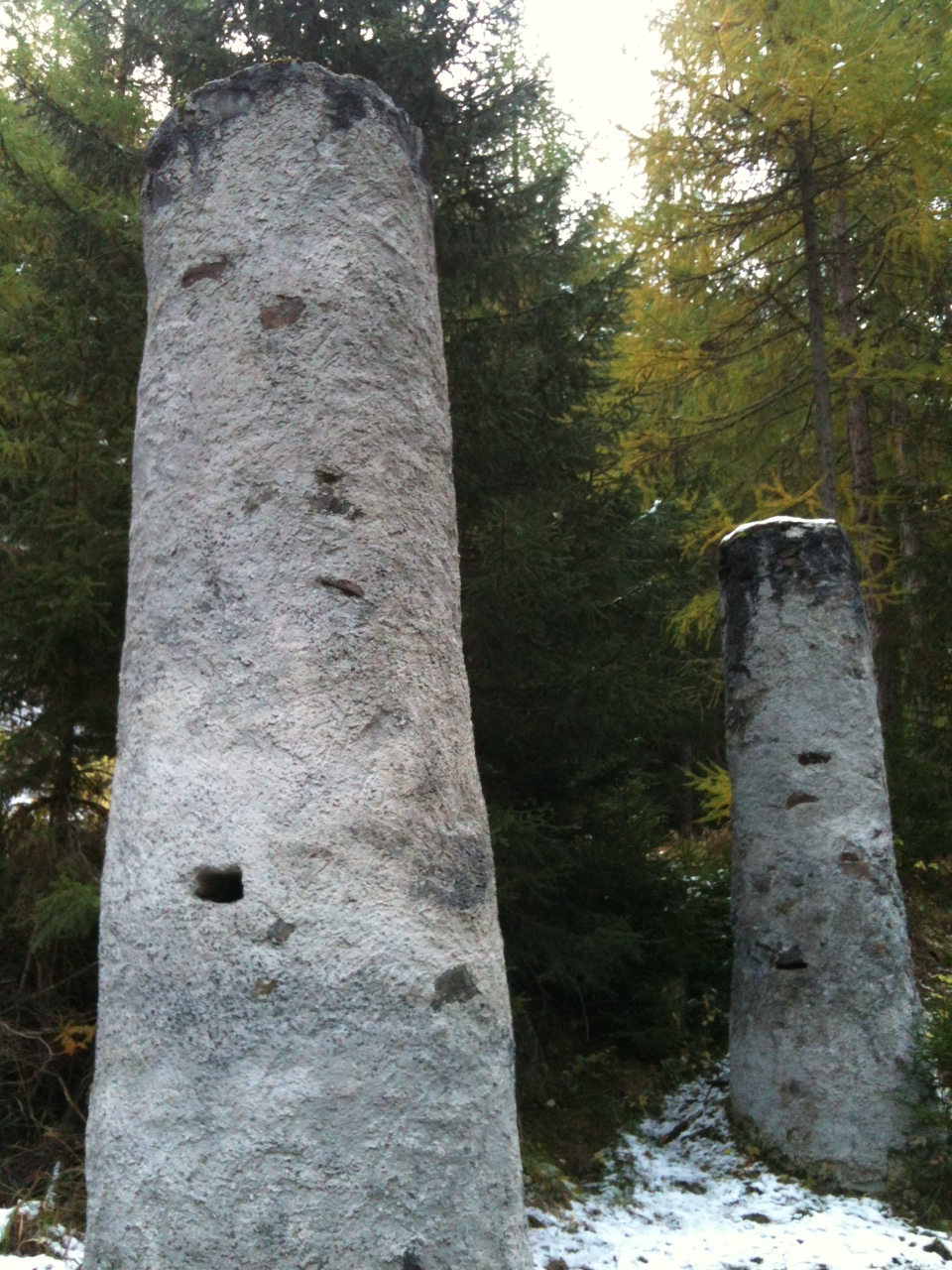
Die Galgensäulen

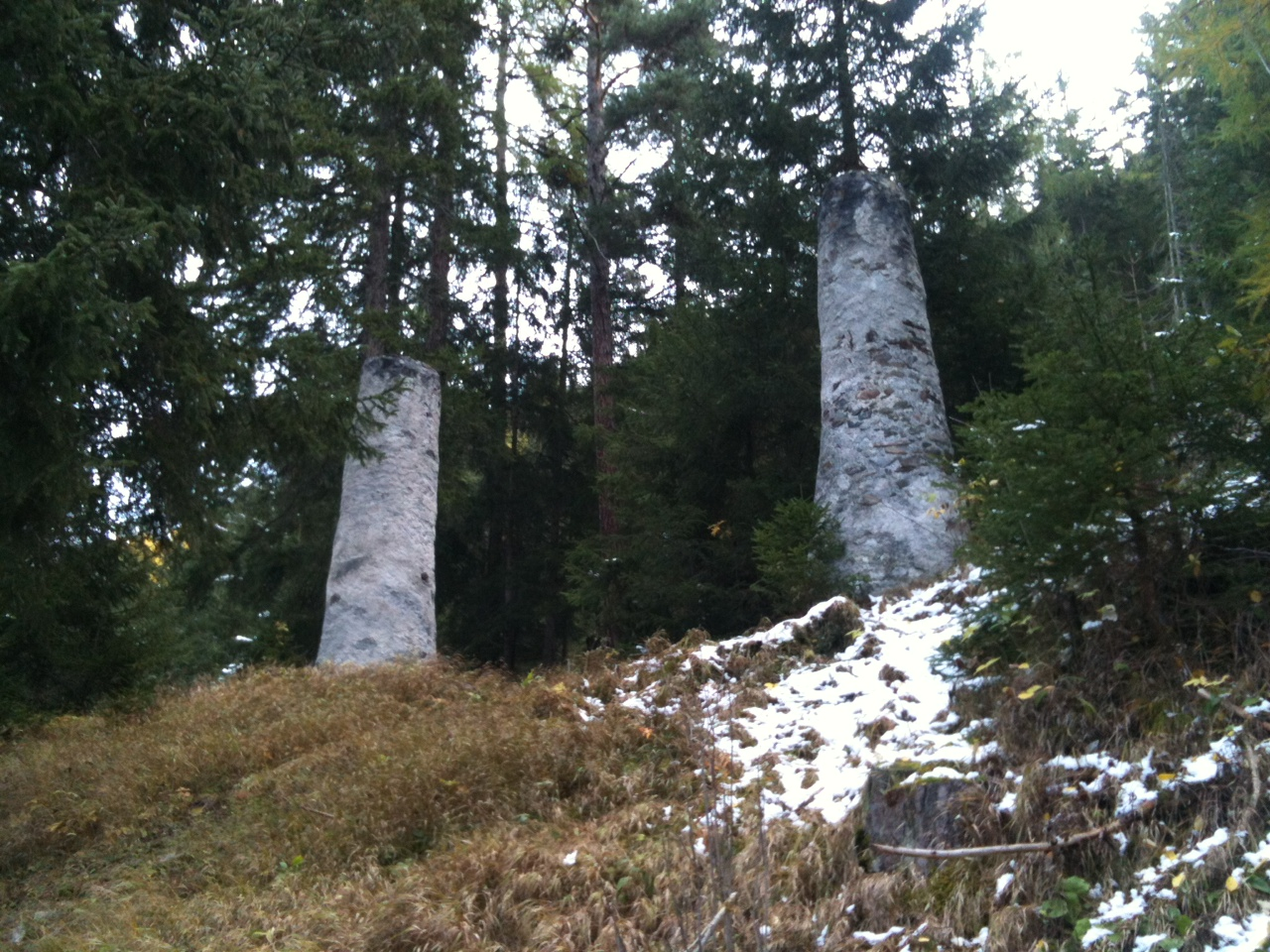
Sicht von der Senda culturala am Inn herauf

Die Fuorcha (rätoromanisch im Idiom Vallader für «Galgen») ist die ehemalige Richtstätte der Unterengadiner Gemeinden Zernez, Susch, Guarda, Lavin, Ardez und Ftan. Das Wort ist auch als Flurname erhalten geblieben.

## Lage
Die Fuorcha liegt zwischen den Gemeinden Susch und Zernez rechtsseitig am Inn auf Zernezer Territorium. Östlich von ihr erstreckt sich der God da Güstizia, der «Gerichtswald». Sie ist Sehenswürdigkeit auf dem Weg der Senda culturala, dem Unterengadiner Kulturwanderweg.

## Objekt
Die Fuorcha besteht aus zwei massiven Steinsäulen von je etwa 4 Metern Höhe und 1,5 Metern Durchmesser am Fuss, die im Abstand von ca. 6 Metern auf einer kleinen, in den Abhang zum Inn eingefügten Ebene stehen. Auf den Säulen wurde der Holzbalken befestigt, an dem die verurteilten Delinquenten gehängt wurden.

## Denkmalschutz
Fuorcha wird geführt in der Liste der Kulturgüter von nationaler Bedeutung im Kanton Graubünden.

## Varia
Auch bei Sent findet sich eine Fuorcha.